# Minaret
För andra betydelser, se Minaret (olika betydelser).

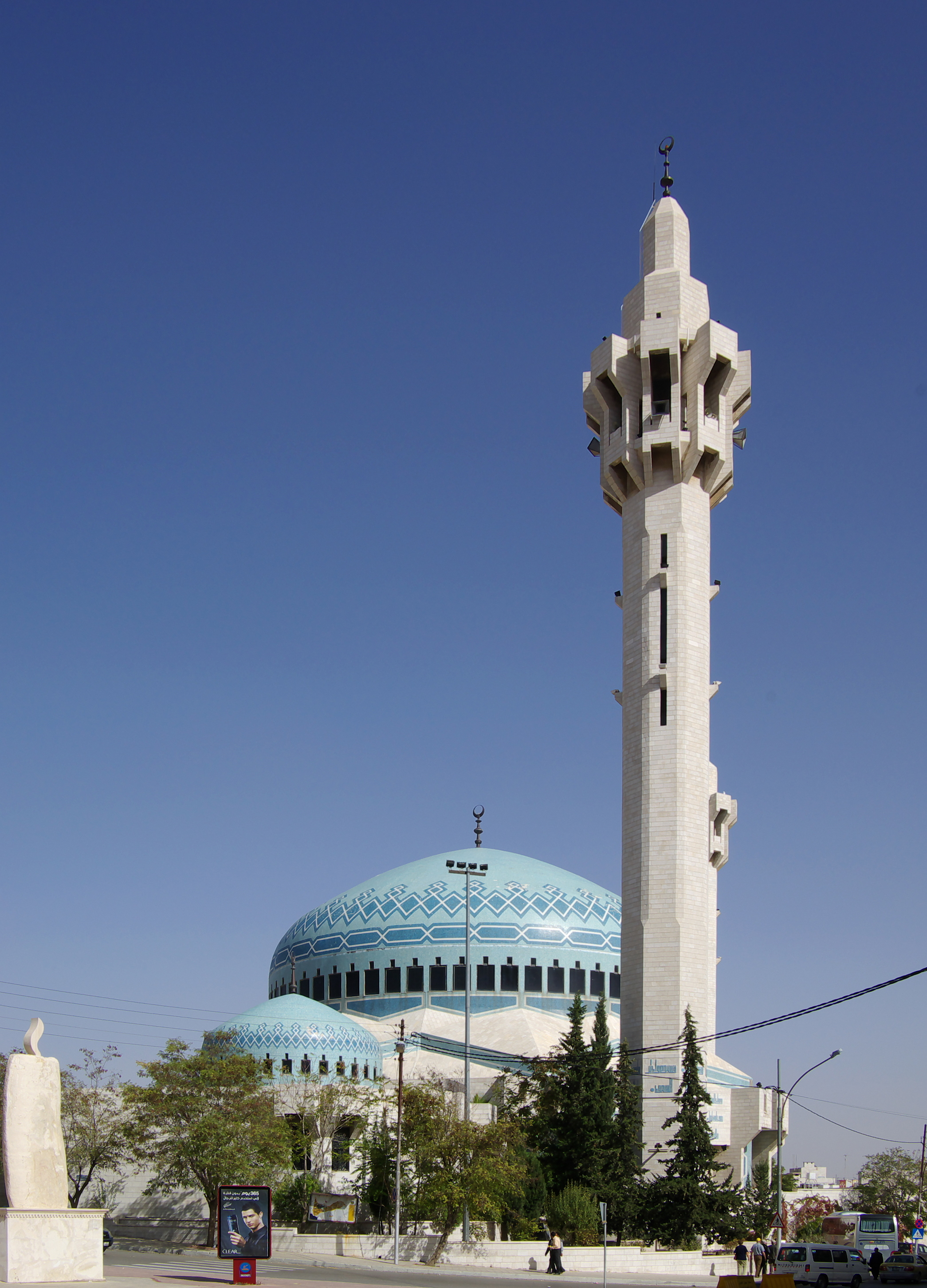
Moské och minaret i Jordanien.

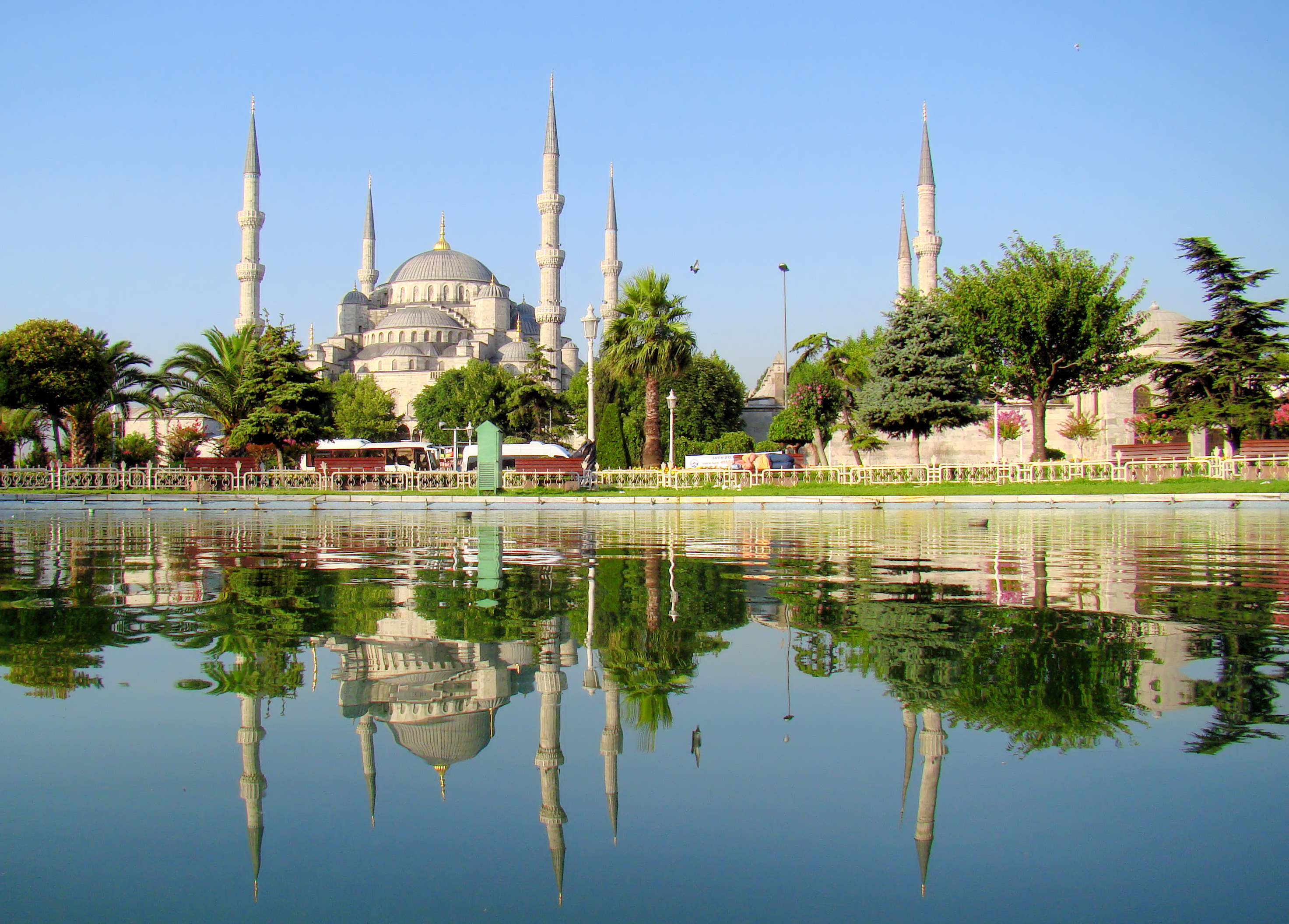
Blå moskén i Istanbul har sex minareter.

Minaret (arabiska minâra, "ljusplats", fyrtorn), är ett torn i anslutning till en moskébyggnad. Upptill är minareten omgiven av ett öppet galleri eller en balkong använt av böneutroparen för att kalla muslimerna till den rituella bönen, salat. Böneutropet i sig kallas adhan. Minareten, som på visst sätt motsvarar de kristna kyrkornas torn, står vanligen inte i något fysiskt samband med moskén, utan är löst tillbyggd. Formen växlar: en fyrsidig underbyggnad övergår till exempel i en åttahörning eller i en cylinder, från vilken galleriet springer fram, och avslutas med ett kägel-, kupol- eller lökformigt tak.
Det arabiska namnet på minaret är numera ma'dana, det vill säga plats, varifrån böneutroparens kallelse till bön utförs.
I stora städer som exempelvis Bukhara och Samarkand har många byggnader ett symmetriskt arrangerat par av minareter vilka i sådant fall spelar en rent dekorativ roll.
De första kända minareterna byggdes i hörnen av Amrmoskén i Egypten 673. Fram till 1200-talet var minareterna kvadratiska i basen, men är sedan dess i allmänhet runda (koniska) eller åttakantiga.
Minareter har som symbol för muslimsk närvaro blivit en politisk fråga i Schweiz där man som resultat av en folkomröstning förbjuder nya minareter att byggas.

## Mu'addhin
Mu'addhin är den arabiska benämningen på böneutroparen i en moské som kallar till bön uppifrån minareten. Den motsvarande turkiska/persiska benämningen är müezzin.